# Sinfonía n.º 3 (Ives)

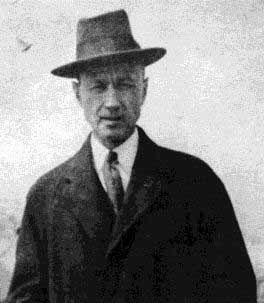
Ives en 1913.

La Sinfonía n.º 3, S. 3 (K. 1A3), subtitulada La reunión campestre o en inglés original The Camp Meeting, fue compuesta por Charles Ives en 1904.

## Historia

### Contexto
Un rasgo característico de la música de Charles Ives, definida por Virgil Thomson como una forma de "politonalismo neoprimitivo" que convierte al compositor americano en una figura única  entre los músicos del siglo XX, es el hecho de que parece venir de la nada, sin ningún precedente que pueda explicar su origen. Mucho antes que Schönberg y Stravinsky, el músico de Danbury había iniciado sus experimentos con la atonalidad, los ritmos múltiples, la música simultánea y técnicas de escritura pianística basadas en el uso de los puños o las palmas de las manos, alentado en esta actividad por el ejemplo de su padre. Ives fue un pionero en la historia de la música, que se ganó el gran aprecio del propio Schönberg, quien en 1945 declaró: «Hay un gran hombre viviendo en este país (los Estados Unidos de América), un compositor que ha resuelto el problema de cómo seguir siendo él mismo y cómo seguir perfeccionándose. Responde a la negligencia del mundo con su desprecio. No se siente obligado a aceptar ni elogios ni reproches. Su nombre es Ives.» 
De hecho aparte de la influencia de su padre, en una ciudad como Danbury en Connecticut un joven ciertamente no podía encontrar la motivación para convertirse en un compositor revolucionario; en cambio, podría tener otras experiencias musicales. Por ejemplo, estaban los bailes de corral, en los que participaban los habitantes del campo, acompañados de animadas melodías rítmicas (melodías de violín) interpretadas por hábiles violinistas; también los cantantes afroamericanos con sus canciones animadas o sentimentales como "Oh! Susanna" y "Old Folks at Home" de Stephen Foster. También estaba el circo ambulante con su banda y los desfiles por las calles y el nuevo modelo de música sincopada conocido como ragtime, que atraería la atención de compositores como Scott Joplin, Darius Milhaud y el propio Stravinsky. Y luego estaban las canciones y marchas patrióticas estadounidenses interpretadas con motivo de días festivos nacionales como el 4 de julio (día de la independencia de los Estados Unidos) o el aniversario del nacimiento de George Washington, así como la música gospel, incluidas canciones de reuniones campestres, canciones interpretadas por coros al aire libre para animar la religiosidad colectiva. Ives aprovechó todas estas experiencias musicales juveniles, convirtiéndose según su biógrafo Henry Cowell en el primer compositor de los Estados Unidos de América «que se comprometió sin reservas a insertar elementos populares en el lenguaje sinfónico.» 

### Composición

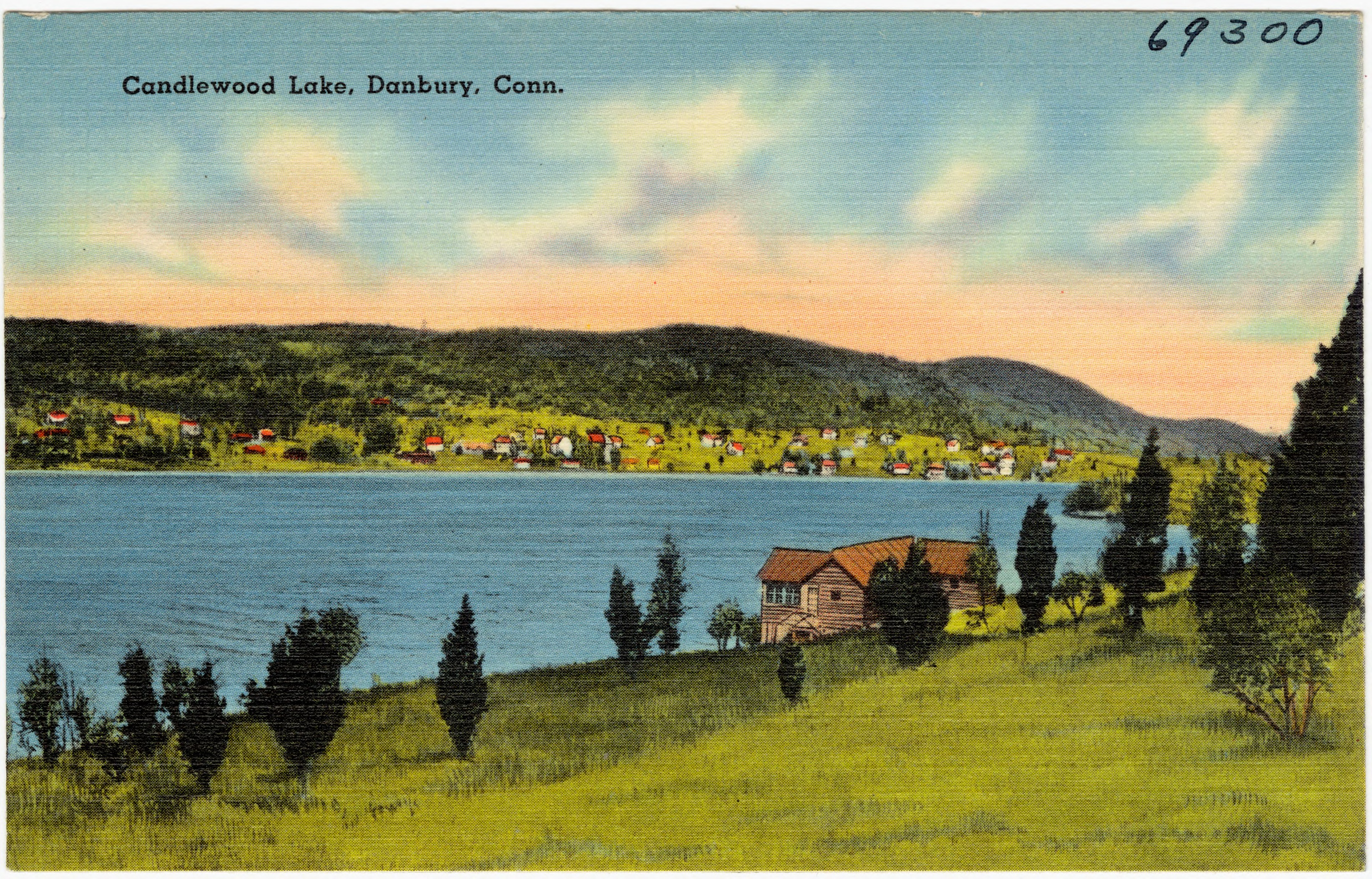
Candlewood Lake, Danbury, Conn.

La trayectoria de Ives en el género sinfónico ha quedado plasmada en cinco obras, de la cuales cuatro son sinfonías numeradas. La Sinfonía n.º 1 de 1902; la Sinfonía n.º 2 de 1901; la Sinfonía n.º 3 de 1904, la Sinfonía n.º 4 terminada a mediados de la década de 1920; y por último la Sinfonía del Universo que quedó inacabada.
La composición de esta obra se desarrolló entre 1902 y 1904, y fue revisada entre 1909 y 1911. Forma parte de la etapa de mayor actividad creativa del músico entre 1903 y 1916. Presenta muchos elementos que se derivan de las experiencias de Ives de su período de juventud en Danbury. Esta pieza tiene su origen en un trío de obras para órgano que Ives compuso para los servicios de la Iglesia Presbiteriana Central de Nueva York e interpretó en 1901 y 1902, mientras era organista allí. Las obras eran: "Prelude" (Preludio) que sirvió de inspiración para el movimiento inicial, "Postlude" (Postludio) para el segundo movimiento y "Piece for Communion" (Pieza para la Comunión) para el tercer movimiento. Ninguna de ellas se ha conservado hasta la actualidad.
Hacia 1902 el compositor empezó a expandir estas piezas con la intención de construir una sinfonía. Los bocetos preliminares, que están incompletos, muestran sugerencias en cuanto a la orquestación. Poco después finalizó un borrador de la partitura de la sinfonía, con la mayoría de los instrumentos especificados. En 1904 completó la partitura a lapicero y en 1909, mientras pasaba sus vacaciones en Elk Lake al norte del estado de Nueva York, comenzó una significativa revisión del conjunto que duró hasta 1911. La revisión fue copiada en tinta por William Tams Copying Bureau, que hoy se ha perdido. Según el propio compositor:«Cuando esto estaba siendo copiado... Gustav Mahler lo vio y solicitó una copia – estaba bastante interesado en ello.» Por aquel entonces Mahler, que había sido el director de la Filarmónica de Nueva York entre 1909 y 1911, se llevó la copia de la revisión consigo a Austria, pero murió el 18 de mayor de 1911 y la copia se perdió. La Sinfonía n.º 3 permaneció en el olvido hasta 1946.

### Estreno y publicación
El estreno se celebró el 5 de abril de 1946 en el Carnegie Chamber Music Hall de Nueva York con la interpretación de la New York Little Symphony bajo la batuta de Lou Harrison en un concierto de la Liga de Compositores. Esta ocasión supuso la primera interpretación completa de una sinfonía de Ives en la historia, ya que el 29 de enero de 1927 había tenido lugar un estreno parcial de su Sinfonía n.º 4 en el Ayuntamiento de Nueva York en que fueron interpretados los dos primeros movimientos dirigidos por Eugene Goossens con la Filarmónica de Nueva York. En el concierto de estreno también se pudieron escuchar otras obras de proporciones camerísticas como Portals de Carl Ruggles, Motet for the Day of Ascension del propio Harrison y una transcripción realizada por Harrison de cuatro piezas sacras de Carlo Gesualdo. El 11 de mayo de 1946 se presentó la sinfonía de nuevo en la Universidad de Columbia con una orquesta formada por estudiantes de la Escuela Juilliard bajo la dirección de Edgar Schenkman. Bernard Herrmann dirigió otra interpretación en Nueva York ese verano.
La primera publicación fue llevada a cabo en 1947 por la editorial Associated Music Publishers en Nueva York. Ives añadió unas dos docenas de partes "en la sombra" a esta sinfonía, en las que los instrumentos tocan pianissimo por debajo de las voces principales. Ives las había suprimido de sus manuscritos, y la copia a tinta realizada por Carl Pagano en 1946, que dio lugar a la edición de la sinfonía por Lou Harrison en 1947, no mantuvo estos detalles. No se incluyeron hasta la edición de la Ives Society de 1990. En la interpretación estas partes "en la sombra" son determinantes, sobre todo en los momentos cumbre.

## Instrumentación
La partitura está escrita para una pequeña orquesta formada por:
- Viento madera: 1 flauta, 1 oboe, 1 clarinete, 1 fagot.
- Viento metal: 2 trompas, 1 trombón.
- Percusión: campanas tubulares (opcionales).
- Cuerda: una sección de cuerdas con violines I y II, violas, violonchelos y contrabajos.

La orquestación se caracteriza por una economía de medios sonoros que no tiene igual en sus otras tres sinfonías. Es aproximadamente el tamaño de una orquesta de cámara, en lugar de una gran orquesta sinfónica.

## Estructura y análisis
La sinfonía consta de tres movimientos:
- I. Old Folks Gatherin' (Encuentro de los ancianos). Andante maestoso 3
2
- II. Children's Day (El día de los niños). Allegro 4
4
- III. Communion (Comunión). Largo 6
8

La interpretación de la obra dura aproximadamente 20 minutos. De sus cuatro sinfonías numeradas, esta es la más breve, la más íntima y la única estructurada en solo tres movimientos. Como Eine kleine Nachtmusik K. 525 de Mozart, la Sinfonía n.º 8 de Beethoven o la Sinfonía n.º 9 de Shostakovich, puede considerarse una obra maestra en miniatura. Es la más atípica de sus sinfonías. Compuesta a la manera clásica con cuerdas y algunos vientos, es una reminiscencia clara y despejada de la América del siglo XIX vista prismáticamente a través de algunas de sus melodías de himnos tradicionales. Es también la única que lleva subtítulo, "La reunión campestre", en referencia a un acontecimiento religioso del que cada uno de los tres movimientos representa un momento particular. Es música programática ya que tiene un significado extramusical muy específico. Como de costumbre Ives utilizó numerosas citas de otras piezas; un estudio encontró más de 150 fragmentos, en parte tomados de obras anteriores del propio Ives y en parte de arias como "The Battle Cry of Freedom" y "Bringing in the Sheaves". Es la última en la que conviven y se fusionan pasado y presente, antes de la aparición de la revolucionaria y compleja Sinfonía n.º 4 que vería la luz doce años después.

### I.Old Folks Gatherin'. Andante maestoso
El primer movimiento, subtitulado Old Folks Gatherin' (Encuentro de los ancianos) y marcado Andante maestoso, está en compás de 3/2. Describe una reunión de los ancianos en un pueblo. Llama la atención al escuchar su estilo polifónico serio y severo, que recuerda al de un coral religioso por el tono arcaico que Ives da a la música, casi como si quisiera confirmar el juicio de quienes calificaban su arte como una forma de “neopolitonalismo” primitivo”. A la clara polifonía de las cuerdas se le superponen en ocasiones las intervenciones de los instrumentos de viento (madera y metal); Lo más notable, por el sentido de poesía delicada y fina que lo impregna, es el solo de flauta que precede al final del movimiento.
Cita las melodías de los himnos Azmon, Erie (es decir, "What a Friend We Have in Jesus") y Woodworth ("Just As I Am"). Cuerdas errantes marcan el ritmo de lo que sigue; un mosaico de melodías de himnos a la deriva a través de una orientación armónica impredecible y en constante cambio. Después de alcanzar el clímax, se abre un pasaje tranquilo con oboe y flauta sobre cuerdas silenciosas y distantes. Ives reintroduce parte de la sección central, y se instala en una tranquila coda, terminando el movimiento casi imperceptiblemente.

### II.Children's Day. Allegro
El segundo movimiento, subtitulado Children's Day (El día de los niños) y marcado Allegro, está en compás de 4/4. Contrasta con el anterior por el tono vivaz de la música, que pretende retratar un momento de participación alegre y lúdica de los niños en el encuentro religioso al aire libre. En comparación con los niños que juegan en el pinar de Villa Borghese en Pini di Roma de Ottorino Respighi, aquí la alegría es más contenida, sin el menor rastro del ímpetu infantil que caracteriza la pieza del maestro boloñés. Se abre con cuerdas en dos partes sobre corcheas al estilo de Haydn en las trompas. Se escuchan "There is a Fountain Filled with Blood", "Happy Land", "Naomi" y "There's Music in the Air", aunque uno podría jurar que "Aloha Oe" también se asoma por la textura. Como se trata de un movimiento que representa a niños jugando, el propio Ives se muestra juguetón, entrelazando melodías de himnos de una manera un tanto irónica, y utilizando partes de melodías para imitar el sonido de otros himnos.

### III.Communion. Largo
El tercer y último movimiento, subtitulado Communion (Comunión) y marcado Largo, está en compás de 6/8. En el Finale, como en el Andante maestoso inicial, predomina el ambiente serio y una clara polifonía de las cuerdas, de un ritmo casi místico, a la manera de un coral de una celebración litúrgica. Representa la conclusión del encuentro religioso al anochecer con una música que va disminuyendo gradualmente en intensidad, hasta terminar con un solo de violonchelo de un tono triste, como el de una oración, en el contexto de un repique de campanas de una iglesia cercana, que se destaca en la quietud del silencio de la tarde. Tiene sus raíces en una pieza de comunión originalmente escrita para coro al unísono, órgano y cuerdas. Su tono es mucho más oscuro que los demás, y "Azmon" y "Woodworth" vuelven del primer movimiento. La estrecha conexión entre el movimiento final y el inicial constituye un cierre psicológicamente satisfactorio de la obra en su conjunto.

## Recepción de la obra
Tras su estreno en 1946 la obra recibió una cálida acogida, como se refleja en la crítica de Noel Straus para The New York Times:

«Posee la frescura de la inspiración, una autenticidad de sentimiento y una intensa sinceridad que le otorgó atractivo inmediato y manifestó talentos innatos de alto nivel. (...) Es música con los pies en la tierra y profundamente sentida.»

El éxito fue tal que en 1946 la obra recibió una mención especial del Círculo de Críticos Musicales de Nueva York y el 5 de mayo de 1947 fue galardonada con el prestigioso Premio Pulitzer de Música. Ives, que entonces tenía 72 años, entregó el premio en metálico por valor de 25.000 dólares, declarando: "Los premios son para los niños y yo ya soy mayor". En una entrevista para el Bridgeport Sunday Herald describió el premio como una "insignia de mediocridad". 

## Discografía selecta
- Neville Marriner, Academia de St. Martin-in-the-Fields (Decca).
- Michael Tilson Thomas, Orquesta del Concertgebouw (Sony BMG).
- Andrew Davis, Orquesta Sinfónica de Melbourne (Chandos).
- Leonard Bernstein, Orquesta Filarmónica de Nueva York (Sony BMG).
- James Sinclair, Sinfonía del Norte (Naxos).[5]
- Leonard Slatkin, Orquesta Sinfónica de San Luis (RCA BMG).